# 井出嘉憲
井出 嘉憲（いで よしのり、1931年6月25日 - ）は、日本の政治学者、東京大学名誉教授。

## 来歴
東京都生まれ。1954年東京大学法学部卒業、同大学院法学政治学研究科博士課程修了。1960年、論文「行政における統合 -現代合衆国における行政の構造と機能-」にて、東京大学法学博士。
国際基督教大学助教授、東京大学新聞研究所助教授、同大学社会科学研究所教授。1992年定年退官、名誉教授。信州大学教授、岩手県立大学教授、長野大学教授、同学長等を歴任。第14期日本学術会議員。

## 著書

### 単著
- 行政広報論 勁草書房 1967（東京大学社会科学研究所研究叢書）
- 地方自治の政治学 東京大学出版会 1972（UP選書）
- 日本官僚制と行政文化 日本行政国家論序説 東京大学出版会 1982（東京大学社会科学研究所研究叢書）

### 共著
- 現代の政治学 /飯坂良明,中村菊男 学陽書房 1972

### 翻訳
- 米国における政府間の関係 政府間関係に関する委員会報告書 大蔵省 1964
- 公社制度の比較研究 / W.フリードマン編  公企業研究調査会 1975

## 参考
- 井出嘉憲教授略歴・著作目録「社會科學研究」1992-3